# Sinagoga Mare din Bacău
Sinagoga Mare din Bacău, cunoscută și ca Templul Cerealiștilor sau al Grânarilor(în limba idiș din Moldova -  פפשוינעקעס שול, citește Pepșoinekes Șil, în arameică - numele la origine חברא דחטין Hevra d`hittin- - este o sinagogă din orașul Bacău, în România. Ea se află la întretăierea străzii Ștefan cel Mare (nr.29,  mai târziu 35 ) și a străzii 22 decembrie cu strada Mioriței 
A nu se  confunda cu vechea Sinagogă Mare din Bacău, cunoscută ca „Oișie Șil”.

## Istoria
Începând din secolul al XIX-lea au funcționat la Bacău, pe atunci, în Principatul Moldovei, sinagogi ale diverselor „bresle” (hevrá) evreiești - a croitorilor (din 1815), ulterior una a croitorilor bătrâni (dinainte de 1839) și a croitorilor tineri (din 1845), a cizmarilor (din 1858), a zidarilor (din 1878), a birjarilor (din 1863), a cotiugarilor (din 1893), a cojocarilor (din 1848), a tăbăcarilor (din 1871) a lipscanilor (care importau de la Leipzig)    
Prima sinagogă a negustorilor de cereale s-a înființat la Bacău pe la 1865, dar a fost avariată de incendii repetate.  Construirea unei noi sinagogi, sinagoga „modernă” a orașului, a fost planificată în 1887 din inițiativa  câtorva din conducătorii ai comunității evreiești din Bacău.
La înființare sinagoga cerealierilor se afla pe strada numită Bacău-Piatra, care se numește astăzi Ștefan cel Mare
Anii 1887-1899 sunt menționati în numeroase surse ca anii zidirii sinagogii în forma ei actuală . După o altă sursă construcția clădirii a fost încheiată în anul 1906. 
Pe parcursul anilor clădirea templului a suferit de pe urma mai multor incendii, între care cel din anul 1926 care a făcut necesare lucrări ample de reabilitare în anii 1935-1945 
În vremea regimului comunist, sinagoga a ajuns să fie ascunsă în spatele unor blocuri de locuințe construite în jur și în apropierea ei se află în prezent tribunalul de apel. După anul 1955 ea a încetat de a mai fi activă. A reușit să evite demolarea în anii 1970-1980 ai „sistematizării” orașului din era Nicolae Ceaușescu. În 1991 autoritățile române au declarat-o drept obiectiv muzeal,iar în anul 2004 a fost recunoscută ca patrimoniu istoric al României.
În al doilea deceniu al secolului al XXI-lea s-a efectuat iarăși un proces de reparații. În prezent Sinagoga Mare a rămas, alături de "Sinagoga mică" (sinagoga rabinului Avraham Arie Rosen) de pe strada Erou Rusu 31, unica supraviețuitoare dintre cele 22 sinagogi, care funcționau la Bacău în anul 1920.  
(În anul 1940 au fost înregistrate la Bacău 9 sinagogi și 15 case de rugăciune)  
Pereții sinagogii au fost pictați de pictorul ieșean Avram Mendel Grünberg (decedat în 1928  care a realizat picturi decorative în circa 50 de sinagogi de pe cuprinsul Moldovei.

## Obștea sinagogii
În perioada interbelică se rugau în sinagogă 107 credincioși. Clădirea era dotată cu 100 scaune pentru bărbați și alte 100 pentru galeria femeilor (Ezrat nașim). Ritul religios avea un specific ortodox așkenaz. El era slujit de un rabin (rav), un cantor (hazan) și un administrator (gabay). 

## Arhitectura și stilul

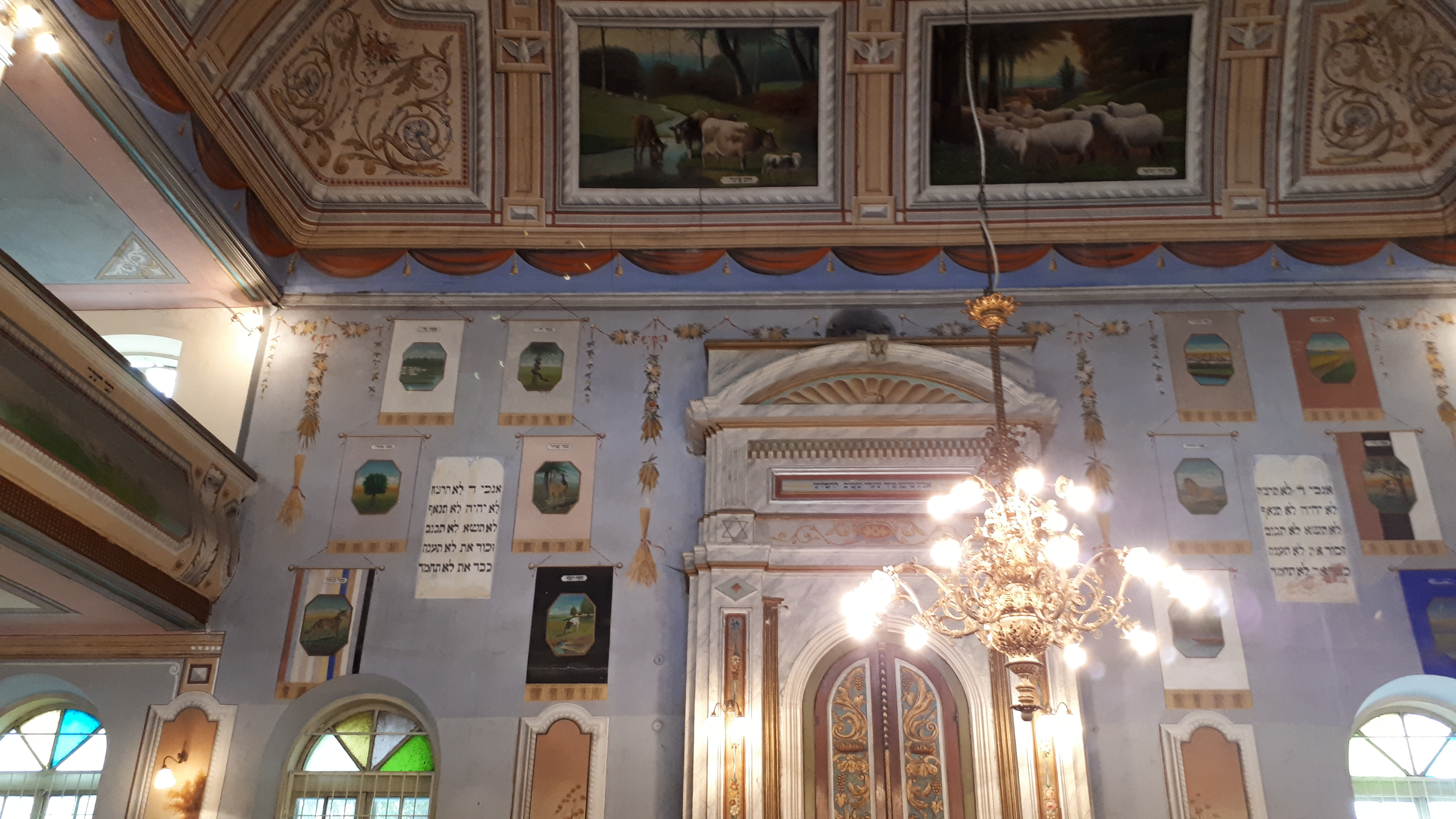
Templul Cerealiștilor - Altarul

Templul are o suprafață de 397 mp și are aspectul unei vile sau al unui teatru, cu două etaje, într-un stil neutru local. Are două rânduri de ferestre și o intrare fastuoasă. Ferestrele din rândul de jos sint mai inalte și au partea superioară semicirculară. La etajul superior ferestrele sunt mai scunde, și se termină în arcuri un pic convexe. Acoperișul este acoperit cu tinichea vopsită, ridicat și curbat. 
În spațiul interior al sinagogii se află o navă centrală (naos), patrată. După tipicul sinagogilor ortodoxe bima sau almemorul se află în mijlocul navei, înconjurată de un grilaj, iar în jurul ei se află scaunele membrilor comunității. 
Pe trei laturi nava centrală este înconjurată de o galerie largă sprijinită pe coloane, pe care se sprijină și plafonul. 
Interiorul templului este bogat în decorații neo-baroce și picturi de Mendel Grünberg pe pereți, pe balustradele galeriei și pe toată suprafața plafonului central curbat. Picturile reprezinta peisaje biblice, imagini de animale (lei, oi, vaci,antilope etc) ,imagini ale unor locuri de pelerinaj din Țara Sfântă ca mormântul lui Shimon Bar Yohai, o reprezentare imaginară a Templului din Ierusalim sub o formă asemănatoare cu Sanctuarul musulman al Cupolei Stâncii de pe Muntele Templului, motive vegetale și liniare. Pe peretele de nord se poate vedea imaginea unui răsărit de soare și a unor instrumente muzicale atărnând de sălcii, după figura de stil din Psalmul 137   Picturi similare a pictat Grünberg în sinagoga mare din Hârlău. În centrul tavanului estre pictată o acvilă, având alături, soarele și luna  Vizavi de altar Grünberg a pictat un tablou inspirat de viziunea lui Isaia 11,5 despre venirea lui Mesia. Pe pereții din jurul altarului sunt desenate semnele zodiacului și ale triburilor lui Israel.
Altarul însuși este împodobit cu bazoreliefuri clasice, iar bima centrală este înconjurată de balustrade cu elemente decupate in mod elegant.  
Clădirea posedă câteva încăperi anexe, care îi serveau în trecut pe rabin si pe cantor, de asemenea o cameră de rugăciuni pentru zilele de iarnă și o clasă școlară.